# Zeltingen-Rachtig
Zeltingen-Rachtig település Németországban, Rajna-vidék-Pfalz tartományban. Lakosainak száma 2192 fő (2023. december 31.). Zeltingen-Rachtig Bausendorf, Wittlich, Platten és Bernkastel-Kues községekkel határos.

## Népesség
A település népességének változása:
| Lakosok száma | 2635 | 2222 | 2241 | 2236 | 2198 | 2217 | 2192 |
|               | 1975 | 2014 | 2017 | 2019 | 2021 | 2022 | 2023 |